# Temporada da Superleague Fórmula de 2009
A Temporada de Superleague Fórmula de 2009 foi a 2ª da categoria. Nesta época, o campeonato teve o nome "Superleague Fórmula by Sonangol" devido a um acordo de dois anos que começou nesta temporada. O número de equipas a disputar iria subir para 21, conforme pretendia a organização do campeonato, mas apenas 18 equipas estão presentes esta época no campeonato. Também contrariamente às pretensões da organização, o calendário não se expandiu, nem tem por enquanto nenhuma prova fora da Europa.
O clube vencedor foi o Liverpool F.C., com o piloto Adrián Vallés e a equipa de corridas Hitech Racing.

## Equipas e Pilotos
- Esta é a lista de clubes e respectivas equipas de corrida e pilotos que disputaram esta temporada da Superleague Fórmula:

| Todas as equipas competiram com pneus Michelin |                                     |    |                    |           |
| Clube de Futebol                               | Equipa de Automobilismo             | Nº | Piloto(s)          | Rondas    |
| Sporting CP                                    | Zakspeed                            | 2  | Pedro Petiz        | Todas     |
| R.S.C. Anderlecht                              | Zakspeed                            | 8  | Yelmer Buurman     | Todas     |
| A.C. Milan                                     | Azerti Motorsport                   | 3  | Giorgio Pantano    | Todas     |
| PSV Eindhoven                                  | Azerti Motorsport                   | 5  | Dominick Muermans  | 1-3       |
| PSV Eindhoven                                  | Azerti Motorsport                   | 5  | Carlo van Dam      | 4-6       |
| CR Flamengo                                    | Azerti Motorsport                   | 7  | Enrique Bernoldi   | 4, 6      |
| CR Flamengo                                    | Azerti Motorsport                   | 7  | Jonathan Kennard   | 5         |
| A.S. Roma                                      | Azerti Motorsport                   | 22 | Jonathan Kennard   | 1-3       |
| Galatasaray S.K.                               | Ultimate Motorsport Reid Motorsport | 4  | Duncan Tappy       | 1-2       |
| Galatasaray S.K.                               | Ultimate Motorsport Reid Motorsport | 4  | Scott Mansell      | 3         |
| Galatasaray S.K.                               | Ultimate Motorsport Reid Motorsport | 4  | Ho-Pin Tung        | 4, 5      |
| Al Ain FC                                      | Ultimate Motorsport Reid Motorsport | 6  | Miguel Molina      | 1         |
| Al Ain FC                                      | Ultimate Motorsport Reid Motorsport | 6  | Esteban Guerrieri  | 2         |
| Sevilla FC                                     | Ultimate Motorsport Reid Motorsport | 18 | Esteban Guerrieri  | 3         |
| Sevilla FC                                     | Ultimate Motorsport Reid Motorsport | 18 | Sébastien Bourdais | 4-6       |
| CR Flamengo                                    | Delta Motorsport/ADR                | 7  | Enrique Bernoldi   | 1-3       |
| Olympiacos CFP                                 | GU-Racing International             | 9  | Davide Rigon       | 1-3       |
| Olympiacos CFP                                 | GU-Racing International             | 9  | Esteban Guerrieri  | 4-6       |
| FC Basel                                       | GU-Racing International             | 10 | Max Wissel         | Todas     |
| SC Corinthians                                 | Alan Docking Racing                 | 14 | Antônio Pizzonia   | Todas     |
| Atlético de Madrid                             | Alan Docking Racing                 | 15 | Ho-Pin Tung        | 1-3       |
| Atlético de Madrid                             | Alan Docking Racing                 | 15 | María de Villota   | 4-6       |
| Rangers F.C.                                   | Alan Docking Racing                 | 17 | John Martin        | Todas     |
| Tottenham Hotspur F.C.                         | Alan Docking Racing                 | 19 | Craig Dolby        | Todas     |
| A.S. Roma                                      | Alan Docking Racing                 | 22 | Franck Perera      | 4         |
| A.S. Roma                                      | Alan Docking Racing                 | 22 | Julien Jousse      | 5, 6      |
| F.C. Porto                                     | Hitech Junior Team                  | 16 | Tristan Gommendy   | 1-3, 5, 6 |
| F.C. Porto                                     | Hitech Junior Team                  | 16 | Álvaro Parente     | 4         |
| Liverpool F.C.                                 | Hitech Junior Team                  | 21 | Adrián Vallés      | Todas     |
| FC Midtjylland                                 | Hitech Junior Team                  | 24 | Kasper Andersen    | Todas     |
| Olympique Lyonnais                             | Barazi Epsilon                      | 69 | Nelson Panciatici  | Todas     |

- Não existe número 13 devido à tradição/superstição histórica. Devido ao facto de o campeão em título, o Beijing Guoan FC, não é usado o nº 1 nesta época. Por enquanto também ninguém tem os nºs 11, 12, 20 e 23 nesta temporada.

- Giorgio Pantano assinou um contrato oficial com o Al Ain FC antes do clube anunciar que não iriam participar nesta temporada.[30] Uma semana mais tarde, contudo, mudaram a decisão e entraram no campeonato com os pilotos Miguel Molina e Esteban Guerrieri. Apesar disto, o Al Ain foi substituído pelo Sevilla FC a partir da Ronda 3, disputada em Donington Park.
- O Beijing Guoan e o Borussia Dortmund não competem este ano.
- O FC Midtjylland, o Olympique Lyonnais e o Sporting CP estreiam-se no campeonato nesta temporada.
- O CR Flamengo e a A.S. Roma trocaram de equipas de corrida antes da 4ª Ronda, com o CR Flamengo a mudar para a Azerti Motorsport, depois de ter estado com a Alan Docking Racing, e a AS Roma a trocar da Azerti Motorsport para a Alan Docking Racing.

### Pilotos de Teste Oficiais
| Piloto            | Piloto             |
| ----------------- | ------------------ |
| Marko Asmer       | Greg Mansell       |
| Carlos Gaitán     | Paul Meijer        |
| Bruce Jouanny     | Nelson Philippe    |
| Stamatis Katsimis | Jacques Villeneuve |

### Mudanças de pilotos
Mudança de equipa
- Yelmer Buurman: PSV Eindhoven → R.S.C. Anderlecht
- Duncan Tappy: Tottenham Hotspur F.C. → Galatasaray S.K.
- Davide Rigon: Beijing Guoan. → Olympiacos CFP
- Craig Dolby: R.S.C. Anderlecht → Tottenham Hotspur F.C.

Entradas na Superleague Fórmula
- Pedro Petiz: Racing Jetstream (Porsche Supercup) → Sporting CP
- Giorgio Pantano: Racing Engineering (GP2 Series) → A.C. Milan
- Enrique Bernoldi: Conquest Racing (IndyCar Series) →  CR Flamengo
- Jonathan Kennard: WilliamsF1 (testes Fórmula 1) →  A.S. Roma
- Miguel Molina: Prema Powerteam (World Series by Renault) →  Al Ain
- Ho-Pin Tung: Trident Racing (GP2 Series) →  Atlético de Madrid
- John Martin: Räikkönen Robertson Racing (F3 Britânica) →  Rangers F.C.
- Nelson Panciatici: Hache International (F3 Espanhola) →  Olympique Lyonnais

Saídas da Superleague Fórmula
- Robert Doornbos: A.C. Milan → Newman/Haas/Lanigan Racing (IndyCar Series)
- Alessandro Pier Guidi: Galatasaray S.K. → Vitaphone Racing (FIA GT)
- Bertrand Baguette: Al Ain → Draco Racing (World Series by Renault)
- Tuka Rocha: CR Flamengo → ?
- Stamatis Katsimis: Olympiacos CFP → ?
- James Walker: Borussia Dortmund → P1 Motorsport  (World Series by Renault)
- Andy Soucek: Atlético de Madrid → (Fórmula 2 FIA)
- Ryan Dalziel: Rangers F.C. → Alegra Motorsports  (Rolex Sports Car Series)

#### Mudanças ao longo da época
- Carlo van Dam substituiu Dominick Muermans no PSV Eindhoven no meio da temporada.
- Franck Perera substituiu Jonathan Kennard na A.S. Roma também no meio da época. Julien Jousse substituiu Franck Perera nas duas últimas rondas no mesmo clube.
- Enrique Bernoldi foi substituído por Jonathan Kennard no CR Flamengo na ronda de Monza, visto que Enrique Bernoldi teve compromissos no FIA GT.
- Duncan Tappy foi substituído por Scott Mansell no Galatasaray S.K. na ronda de Donington. Ho-Pin Tung substituiu Scott Mansell depois de Donington e permaneceu com o Galatasaray até ao fim da época.
- Miguel Molina foi substituído por Esteban Guerrieri no Al Ain FC na ronda de Zolder. O Al Ain deixou o campeonato depois desta ronda. Esteban Guerrieri representou o Sevilla FC na ronda de Donington.
- Sebastien Bourdais substituiu Esteben Guerrieri no Sevilla FC a partir da ronda do Estoril e até ao fim da temporada permaneceu com o Sevilla.
- Esteban Guerrieri substituiu Davide Rigon no Olympiacos CFP  a partir da ronda do Estoril e até ao fim da época ficou com o Olympiacos.
- Ho-Pin Tung foi substituído por María de Villota no Atlético de Madrid na ronda do Estoril. María de Villota fez todas as rondas com o Atlético de Madrid a partir do Estoril.
- Álvaro Parente substituiu o lesionado Tristan Gommendy no F.C. Porto na ronda do Estoril.

## Calendários

### Testes de Pré-Temporada
- Decorreu um shakedown inicial do novo carro em Magny-Cours, a 28 de Abril de 2009, com a equipa de corrida Alan Docking Racing. O australian John Martin deu algumas voltas ao circuito no carro evoluído do Rangers F.C., antes de assinar para pilotar para este clube.

| Teste | Circuito    | Data        | Piloto mais rápido | Equipa de corrida mais rápida | Clube mais rápido |
| ----- | ----------- | ----------- | ------------------ | ----------------------------- | ----------------- |
| 1     | Zolder      | 17 de Junho | Dominick Muermans  | Azerti Motorsport             | PSV Eindhoven     |
| 2     | Zolder      | 18 de Junho | John Martin        | Alan Docking Racing           | Rangers F.C.      |
| 3     | Magny-Cours | 26 de Junho | Adrián Vallés      | Hitech Junior Team            | Liverpool F.C.    |

### Calendário e Resultados[39]
O calendário para 2009 da Superleague Fórmula foi revelado em Janeiro de 2009, e será composto por 6 provas. Neste calendário é de destacar que haverá circuitos a receber pela primeira vez a Superleague Fórmula, nomeadamente Magny Cours (1ª ronda), Monza (5ª ronda, a substituir a ronda italiana de 2008 em Vallelunga e Jarama (6ª ronda, a substituir a ronda espanhola de 2008 em Jerez). Também o circuito alemão de Nürburgring] saiu da rota da Superleague Fórmula.
Ainda chegaram a haver hipóteses de o calendário incluir já rondas fora da Europa, na Malásia, África do Sul e Brasil, mas essa possibilidade não se tornou realidade. Ter corridas fora da Europa e aumentar o nº de rondas do campeonato eram pretensões da organização da Superleague Fórmula
| Ronda | Ronda | Circuito       | Data          | Pole Position                                            | Volta mais Rápida                                        | Vencedores                                                                                           | Detalhes |
| ----- | ----- | -------------- | ------------- | -------------------------------------------------------- | -------------------------------------------------------- | --- | -------- |
| 1     | C1    | Magny-Cours    | 28 de Junho   | SC Corinthians Antônio Pizzonia Alan Docking Racing      | Tottenham Hotspur F.C. Craig Dolby Alan Docking Racing   | Liverpool F.C. Adrián Vallés Hitech Junior Team                                                      | Detalhes |
| 1     | C2    | Magny-Cours    | 28 de Junho   | Olympiacos CFP Davide Rigon GU-Racing International      | SC Corinthians Antônio Pizzonia Alan Docking Racing      | A.C. Milan Giorgio Pantano Azerti Motorsport                                                         | Detalhes |
| 1     | C3    | Magny-Cours    | 28 de Junho   | Liverpool F.C. Adrián Vallés Hitech Junior Team          | Liverpool F.C. Adrián Vallés Hitech Junior Team          | Vencedores da 3ª corrida e do Fim-de-semana: Liverpool F.C. Adrián Vallés Hitech Junior Team         | Detalhes |
| 2     | C1    | Zolder         | 19 de Julho   | FC Midtjylland Kasper Andersen Hitech Junior Team        | FC Basel Max Wissel GU-Racing International              | Tottenham Hotsupur F.C. Craig Dolby Alan Docking Racing                                              | Detalhes |
| 2     | C2    | Zolder         | 19 de Julho   | SC Corinthians Antônio Pizzonia Alan Docking Racing      | Tottenham Hotsupur F.C. Craig Dolby Alan Docking Racing  | Al Ain FC Esteban Guerrieri Ultimate Motorsport                                                      | Detalhes |
| 2     | C3    | Zolder         | 19 de Julho   | — *1                                                     | — *1                                                     | — *1                                                                                                 | Detalhes |
| 3     | C1    | Donington Park | 2 de Agosto   | SC Corinthians Antônio Pizzonia Alan Docking Racing      | FC Basel Max Wissel GU-Racing International              | FC Basel Max Wissel GU-Racing International                                                          | Detalhes |
| 3     | C2    | Donington Park | 2 de Agosto   | CR Flamengo Enrique Bernoldi Delta / ADR                 | SC Corinthians Antônio Pizzonia Alan Docking Racing      | FC Porto Tristan Gommendy Hitech Junior Team                                                         | Detalhes |
| 3     | C3    | Donington Park | 2 de Agosto   | FC Basel Max Wissel GU-Racing International              | FC Porto Tristan Gommendy Hitech Junior Team             | Vencedores da 3ª corrida e do Fim-de-semana: Rangers FC John Martin Alan Docking Racing              | Detalhes |
| 4     | C1    | Estoril        | 6 de Setembro | SC Corinthians Antônio Pizzonia Alan Docking Racing      | RSC Anderlecht Yelmer Buurman Zakspeed                   | Olympiacos CFP Esteban Guerrieri GU-Racing International                                             | Detalhes |
| 4     | C2    | Estoril        | 6 de Setembro | Galatasaray SK Ho-Pin Tung Ultimate Motorsport           | FC Basel Max Wissel GU-Racing International              | FC Porto Álvaro Parente Hitech Junior Team                                                           | Detalhes |
| 4     | C3    | Estoril        | 6 de Setembro | SC Corinthians Antônio Pizzonia Alan Docking Racing      | Sevilla FC Sébastien Bourdais Ultimate Motorsport        | Vencedores da 3ª corrida e do Fim-de-semana: Sevilla FC Sébastien Bourdais Ultimate Motorsport       | Detalhes |
| 5     | C1    | Monza          | 4 de Outubro  | Olympiacos CFP Esteban Guerrieri GU-Racing International | SC Corinthians Antônio Pizzonia Alan Docking Racing      | Sevilla FC Sébastien Bourdais Reid Motorsport                                                        | Detalhes |
| 5     | C2    | Monza          | 4 de Outubro  | Sporting CP Pedro Petiz Zakspeed                         | Olympiacos CFP Esteban Guerrieri GU-Racing International | Sporting CP Pedro Petiz Zakspeed                                                                     | Detalhes |
| 5     | C3    | Monza          | 4 de Outubro  | — *2                                                     | — *2                                                     | — *2                                                                                                 | Detalhes |
| 6     | C1    | Jarama         | 8 de Novembro | Sevilla FC Sébastien Bourdais Reid Motorsport            | RSC Anderlecht Yelmer Buurman Zakspeed                   | RSC Anderlecht Yelmer Buurman Zakspeed                                                               | Detalhes |
| 6     | C2    | Jarama         | 8 de Novembro | FC Midtjylland Kasper Andersen Hitech Junior Team        | FC Porto Tristan Gommendy Hitech Junior Team             | Galatasaray SK Ho-Pin Tung Ultimate Motorsport                                                       | Detalhes |
| 6     | C3    | Jarama         | 8 de Novembro | RSC Anderlecht Yelmer Buurman Zakspeed                   | RSC Anderlecht Yelmer Buurman Zakspeed                   | Vencedores da 3ª corrida e do Fim-de-semana: Tottenham Hotsupur F.C. Craig Dolby Alan Docking Racing | Detalhes |

- Nota 3: A 3ª Corrida (para encontrar o 'Vencedor do Fim-de-Semana') é disputada entre os 6 melhores carros das 2 corridas, e não dá pontos para o campeonato.

*1:Não foi disputada 3ª Corrida na ronda 2; o Vencedor do Fim-de-Semana desta ronda foi o Liverpool FC (com o piloto Adrián Vallés e a Equipa de Automobilismo Hitech Junior Team), por ter tido o melhor resultado no conjunto das 2 corridas disputadas.
*2:Também não foi disputada 3ª Corrida na ronda 5; nesta ronda, o Vencedor do Fim-de-Semana foi o Sevilla FC (com o piloto Sébastien Bourdais e a Equipa de Automobilismo Reid Motorsport), por ter tido o melhor resultado no conjunto das 2 corridas disputadas.

## Classificações da Temporada
| Pos | Clube                  | Pilotos            | R1 C1 | R1 C2 | R1 C3 | R2 C1 *1 | R2 C2 *1 | R3 C1 | R3 C2 | R3 C3 | R4 C1 | R4 C2 | R4 C3 | R5 C1 *2 | R5 C2 *2 | R6 C1 | R6 C2 | R6 C3 | Pts |
| --- | ---------------------- | ------------------ | ----- | ----- | ----- | -------- | -------- | ----- | ----- | ----- | ----- | ----- | ----- | -------- | -------- | ----- | ----- | ----- | --- |
| 1   | Liverpool F.C.         | Adrián Vallés      | 1     | 6     | 1     | 3        | 3 *1     | 6     | 6     | X     | 2     | 9     | 3     | 4        | 5        | 7     | 4     | 3     | 412 |
| 2   | Tottenham Hotspur F.C. | Craig Dolby        | 3     | 10    | X     | 1        | 9        | 5     | 4     | 2     | 8     | 18    | X     | 5        | 2        | 4     | 2     | 6     | 382 |
| 3   | FC Basel               | Max Wissel         | 10    | 3     | 5     | 4        | 8        | 1     | 3     | 3     | NC    | 11    | X     | 9        | 14       | 5     | 8     | X     | 308 |
| 4   | R.S.C.Anderlecht       | Yelmer Buurman     | 2     | 5     | 4     | 8        | 14       | 16    | NC    | X     | 4     | 4     | 4     | 6        | 6        | 1     | 15    | 1     | 305 |
| 5   | F.C. Porto             | Tristan Gommendy   | 16    | 7     | X     | 12       | 7        | 8     | 1     | 5     |       |       |       | 7        | 13       | 7     | 5     | 5     | 302 |
| 5   | F.C. Porto             | Álvaro Parente     |       |       |       |          |          |       |       |       | 16    | 1     | X     |          |          |       |       |       | 302 |
| 6   | Olympiacos CFP         | Davide Rigon       | NC    | 2     | 6     | 10       | 4        | 17    | 15    | X     |       |       |       |          |          |       |       |       | 300 |
| 6   | Olympiacos CFP         | Esteban Guerrieri  |       |       |       |          |          |       |       |       | 1     | 14    | 2     | 2        | 4        | 8     | 10    | X     | 300 |
| 7   | A.C. Milan             | Giorgio Pantano    | 12    | 1     | 2     | 5        | 11       | 4     | 17    | X     | 6     | 6     | X     | 15       | 11       | 3     | 14    | X     | 286 |
| 8   | SC Corinthians         | Antônio Pizzonia   | 4     | 9     | 3     | 17       | 12       | 3     | 8     | 4     | 3     | 5     | 5     | 9        | 10       | 14    | 18    | X     | 264 |
| 9   | Sevilla FC             | Esteban Guerrieri  |       |       |       |          |          | 11    | 13    | X     |       |       |       |          |          |       |       |       | 253 |
| 9   | Sevilla FC             | Sébastien Bourdais |       |       |       |          |          |       |       |       | 11    | 2     | 1     | 1        | 3 *2     | 2     | 6     | 2     | 253 |
| 10  | Rangers F.C.           | John Martin        | 17    | 16    | X     | 2        | 15       | 2     | 16    | 1     | 5     | 8     | X     | 11       | 12       | 10    | 9     | X     | 241 |
| 11  | Galatasaray S.K.       | Duncan Tappy       | 5     | 11    | X     | 9        | 16       |       |       |       |       |       |       |          |          |       |       |       | 239 |
| 11  | Galatasaray S.K.       | Scott Mansell      |       |       |       |          |          | 13    | 12    | X     |       |       |       |          |          |       |       |       | 239 |
| 11  | Galatasaray S.K.       | Ho-Pin Tung        |       |       |       |          |          |       |       |       | 17    | 12    | X     | 8        | 7        | 16    | 1     | 4     | 239 |
| 12  | Sporting CP            | Pedro Petiz        | 7     | 17    | X     | 16       | 13       | 12    | 2     | 6     | 9     | 17    | X     | 18       | 1        | 13    | 13    | X     | 215 |
| 13  | A.S. Roma              | Jonathan Kennard   | 15    | 14    | X     | 11       | 5        | 7     | 10    | X     |       |       |       |          |          |       |       |       | 211 |
| 13  | A.S. Roma              | Franck Perera      |       |       |       |          |          |       |       |       | 7     | 12    | X     |          |          |       |       |       | 211 |
| 13  | A.S. Roma              | Julien Jousse      |       |       |       |          |          |       |       |       |       |       |       | 3        | 17       | 15    | 16    | X     | 211 |
| 14  | FC Midtjylland         | Kasper Andersen    | 8     | 15    | X     | 13       | 6        | 10    | 5     | X     | 15    | 16    | X     | 12       | 16       | 18    | 3     | X     | 203 |
| 15  | Atlético de Madrid     | Ho-Pin Tung        | 14    | 12    | X     | 18       | 2        | 9     | 7     | X     |       |       |       |          |          |       |       |       | 202 |
| 15  | Atlético de Madrid     | María de Villota   |       |       |       |          |          |       |       |       | 14    | 13    | X     | 14       | 10       | 17    | 7     | X     | 202 |
| 16  | CR Flamengo            | Enrique Bernoldi   | 6     | 8     | X     | 7        | 18       | 18    | 14    | X     | 13    | 3     | X     |          |          | 11    | 12    | X     | 191 |
| 16  | CR Flamengo            | Jonathan Kennard   |       |       |       |          |          |       |       |       |       |       |       | 17       | 18       |       |       |       | 191 |
| 17  | Olympique Lyonnais     | Nelson Panciatici  | 13    | 13    | X     | 14       | 10       | 14    | 9     | X     | 12    | 15    | X     | 13       | 15       | 9     | 11    | X     | 160 |
| 18  | PSV Eindhoven          | Dominick Muermans  | 11    | NC    | X     | 15       | 17       | 15    | 11    | X     |       |       |       |          |          |       |       |       | 145 |
| 18  | PSV Eindhoven          | Carlo van Dam      |       |       |       |          |          |       |       |       | 10    | 10    | X     | 16       | 8        | 12    | 17    | X     | 145 |
| 19  | Al Ain FC              | Miguel Molina      | 9     | 4     | X     |          |          |       |       |       |       |       |       |          |          |       |       |       | 135 |
| 19  | Al Ain FC              | Esteban Guerrieri  |       |       |       | 6        | 1        |       |       |       |       |       |       |          |          |       |       |       | 135 |
| Pos | Clube                  | Pilotos            | R1 C1 | R1 C2 | R1 C3 | R2 C1    | R2 C2    | R3 C1 | R3 C2 | R3 C3 | R4 C1 | R4 C2 | R4 C3 | R5 C1    | R5 C2    | R6 C1 | R6 C2 | R6 C3 | Pts |

| Cor            | Resultado                                                     |
| -------------- | ------------------------------------------------------------- |
| Dourado        | Vencedor                                                      |
| Prateado       | 2º lugar                                                      |
| Bronze         | 3º lugar                                                      |
| Verde          | Terminou nos pontos                                           |
| Roxo           | Não terminou                                                  |
| Preto          | Desqualificado (DQ)                                           |
| Branco         | Não começou (NC)                                              |
| Branco         | Abandonou (NA)                                                |
| Verde Marinho  | Piloto não participou / participou a pilotar para outro clube |
| Púrpura        | Clube não participou                                          |
| Salmão         | Operado por outra equipa de automobilismo                     |
| Castanho Claro | Não se apurou/Não participou na 3ª Corrida                    |
| Amarelo        | Não houve 3ª Corrida                                          |

| Posição | 1º | 2º | 3º | 4º | 5º | 6º | 7º | 8º | 9º | 10º | 11º | 12º | 13º | 14º | 15º | 16º | 17º | 18º | 19º | 20º | 21º | 22º | NC |
| Pontos  | 50 | 45 | 40 | 36 | 32 | 29 | 26 | 23 | 20 | 18  | 16  | 14  | 12  | 10  | 8   | 7   | 6   | 5   | 4   | 3   | 2   | 1   | 0  |
| ------- | -- | -- | -- | -- | -- | -- | -- | -- | -- | --- | --- | --- | --- | --- | --- | --- | --- | --- | --- | --- | --- | --- | -- |